# 大阪府立島上高等学校
大阪府立島上高等学校（おおさかふりつしまかみこうとうがっこう）は、かつて大阪府高槻市城内町にあった、全日制普通科の公立高等学校。

## 概要
1951年に全日制普通科高等学校として開校した。学校名は現在の高槻市付近の旧郡名・島上郡に由来する。学校所在地は高槻城跡の一角で、同じ高槻城跡にかつて島上郡役所も置かれていた。
学校名は「しまがみ」と誤読されがちで、学校ウェブサイトアドレスも「shimagami」と登録されていたが、「しまかみ」が正しい読みとなる。
2003年に大阪府立高槻南高等学校と統合され、当校の敷地を引き継ぐ形で大阪府立槻の木高等学校が開校した。このことに伴い2003年度以降に新入生の募集を停止し、最後の学年が卒業した2005年3月に閉校した。

## 沿革
高槻市民からの公立高等学校誘致運動を受け、1951年に開校した。高槻市の市域では最初に設置された公立高等学校にもあたる。そのため、当初は校名を「高槻高等学校」にしようとしたが、既に同名の私立高校があり、高槻市からは同高校に何度も改名を要請したものの丁重に断られ、次善の策として高槻市の旧郡名にあたる「島上」を採用した。
1986年、分校として大冠校を開設した。大阪府教育委員会は当時、「1980年代当時の高校生急増期対策と、近い将来の生徒減少期対策として、当面は分校設置で生徒受け入れに対応し、将来の生徒減少期には分校の場所に本校を統合移転する」構想で分校を設置した。しかしその後状況が変わり、大冠校は1995年に大阪府立大冠高等学校として独立している。
2001年、「全日制府立高等学校特色づくり・再編整備 第1期計画第3年次対象校」として、大阪府立島上高等学校と大阪府立高槻南高等学校を統合して新しい全日制単位制高等学校を設置する方針が、大阪府教育委員会から打ち出された。準備事務などを経て、2003年に統合校の大阪府立槻の木高等学校が開校した。これに伴い島上高等学校は2003年度より生徒募集を停止し、最終学年の在校生が卒業した2005年3月に閉校となった。

### 年表
- 1951年4月1日 - 大阪府立島上高等学校として開校。
- 1986年4月1日 - 分校として、大阪府立島上高等学校大冠校が開校。
- 1995年4月1日 - 大冠校が大阪府立大冠高等学校として独立分離。
- 2001年8月 - 大阪府教育委員会、島上高等学校と高槻南高等学校の統合方針を打ち出す。
- 2003年 - 後身の大阪府立槻の木高等学校が開校。島上高等学校は募集停止。
- 2005年3月 - 最終学年の卒業生を出したことに伴い閉校。

## 著名な卒業生
- 池島和彦 - 元プロ野球選手
- 森田克行 - 考古学者
- 矢野健太郎 - 漫画家
- サンコンJr. - ウルフルズ　ドラマー
- へびいちご島川 -　吉本興業
- 五反田忍 - 競艇選手
- 赤穂美紀 -  ラテンヴォーカリスト
- 岡本陽一 - ベーシスト
- 二川孝広 - サッカー選手
- SPLAY - J−POPバンド。メンバーは同校卒業生。
- 山本卓 - 俳優